# Macklemore
Ben Haggerty (* 19. června 1983 Seattle, USA), spíše známý jako Macklemore či dříve Professor Macklemore, je americký rapper působící na svém vlastním nezávislém labelu, zpěvák a textař.
Samostatně začal vydávat hudbu od roku 2000. Své debutové album The Heist vydal 9. října 2012. To se umístilo nejlépe na druhém místě v US žebříčku Billboard 200 se 78 000 prodanými kopiemi během prvního týdne. Určitou dobu spolupracoval s producentem Ryanem Lewisem, houslistou Andrew Joslynem a trumpetistou Owuorem Arungou. Vydal jeden mixtape, tři EP a pět alb. Jeho hudební klip k písni „Thrift Shop“ na YouTube zhlédlo více než 1,3 miliardy uživatelů. Za album The Heist a singl „Thrift Shop“ obdržel čtyři ceny Grammy.

## Biografie
Narodil se v Seattlu, kde také vyrostl. Nepochází z rodiny muzikantů, ale oba jeho rodiče ho v hudbě však podporovali. S hip hopem se poprvé setkal ve svých šesti letech prostřednictvím skupiny Digital Underground. Ve čtrnácti letech začal psát texty. Když začal rappovat, hodně se zajímal o West Coast underground hip hop, Freestyle Fellowship, Aceyalone, Living Legends, Wu-Tang Clan, Nas a Talib Kweli. Studoval na Garfield High School a Nathan High School. Ve studiu poté pokračoval na The Evergreen State College, kde získal bakalářský titul. Vzhledem k tomu, že se zajímal o způsoby, jak oslovit mladší generaci prostřednictvím své hudby, účastnil se programu Gateways for Incarcerated Youth, který se zaměřoval na vzdělávání a kulturní identitu. V rámci tohoto programu zprostředkovával hudební workshopy. Momentálně žije se svou přítelkyní, Triciaou Davisovou.
Dne 9. října 2012 vydal na svém nezávislém labelu album The Heist, které celé produkoval Ryan Lewis. První singl „My Oh My“, vydaný v prosinci 2010 v hitparádě propadl a nakonec byl vydán jen na deluxe edici alba. Druhý singl „Wing$“ vydaný v lednu 2011 se přiblížil ke vstupu do hitparády Billboard Hot 100, když se umístil na 112. příčce. V srpnu 2011 byl vydán třetí singl „Can't Hold Us“, kterého si všimli v časopisu The Source, kde poté Macklemora zpropagovali. Do hitparády se však dostal až v únoru 2013, kdy se umístil na 95. příčce a postupně se vyhoupl až na příčku nejvyšší, a to v květnu 2013. Čtvrtý singl „Same Love“ byl vydán v červenci 2012, stejně jako předchozí singl i tento se do hitparády dostal až v únoru 2013 a postupně se vyšplhal až na 11. příčku. Tento úspěch umožnil až pátý singl „Thrift Shop“, vydaný v říjnu 2012, ten zaznamenal ohromný úspěch a vyhoupl se na první příčku (a posléze umožnil ono zlepšení předchozích singlů). Této písně se v USA prodalo přes pět milionů kusů. K 18. září 2013 se v USA alba The Heist, i díky úspěchu pátého singlu „Thrift Shop“, prodalo 1 378 000 kusů.
Na 56. předávání hudebních cen Grammy, konaném v lednu 2014, získal společně s Ryanem Lewisem čtyři ocenění, a to za nejlepší nováčky, nejlepší rapové album (The Heist), nejlepší rapový počin a nejlepší rapovou píseň (obě za singl „Thrift Shop“).
26. února 2016 vydal své druhé studiové album s názvem This Unruly Mess I've Made.

## Diskografie

### Studiová alba
| Rok  | Album                                                                                          | Nejvyšší umístění v hitparádě | Nejvyšší umístění v hitparádě | Nejvyšší umístění v hitparádě | Nejvyšší umístění v hitparádě | Nejvyšší umístění v hitparádě | Certifikace                               |
| Rok  | Album                                                                                          | US 200                        | US Hip-Hop                    | US Rap                        | UK                            | CAN                           | Certifikace                               |
| ---- | ---------------------------------------------------------------------------------------------- | ----------------------------- | ----------------------------- | ----------------------------- | ----------------------------- | ----------------------------- | ----------------------------------------- |
| 2005 | The Language of My World - Vydáno: 2005 (jen digitálně) - Vydavatel: Macklemore                | —                             | —                             | —                             | —                             | —                             |                                           |
| 2012 | The Heist (s Ryanem Lewisem) - Vydáno: 9. října 2012 - Vydavatel: Macklemore                   | 2                             | 1                             | 1                             | 20                            | 4                             | US: 5× platinová CAN: platinová UK: zlatá |
| 2016 | This Unruly Mess I've Made (s Ryanem Lewisem) - Vydáno: 26. února 2016 - Vydavatel: Macklemore | 4                             | 1                             | 1                             | 16                            | 4                             |                                           |
| 2017 | Gemini - Vydáno: 22. září 2017 - Vydavatel: Macklemore                                         | 2                             | —                             | —                             | 13                            | 1                             | US: zlatá CAN: zlatá                      |
| 2023 | Ben - Vydáno: 3. března 2023 - Vydavatel: Macklemore                                           | —                             | —                             | —                             | —                             | —                             |                                           |

### EP
- 2000 – Open Your Eyes

### Singly
- 2010 – „My Oh My“ (s Ryanem Lewisem)
- 2011 – „Wing$“ (s Ryanem Lewisem)
- 2011 – „Can't Hold Us“ (s Ryanem Lewisem, feat. Ray Dalton)
- 2012 – „Same Love“ (s Ryanem Lewisem, feat. Mary Lambert)
- 2012 – „Thrift Shop“ (s Ryanem Lewisem, feat. Wanz)
- 2013 – „White Walls“ (s Ryanem Lewisem, feat. Schoolboy Q a Hollis)
- 2015 – „Downtown“ (s Ryanem Lewisem, feat. Melle Mel, Kool Moe Dee, Grandmaster Caz & Eric Nally)
- 2017 – „Glorious“ (se Skylar Grey)
- 2017 – „Good Old Days“ (feat. Kesha)
- 2023 – „No bad days“ (feat. Collett)